# Psapharochrus nigritarsis
Psapharochrus nigritarsis là một loài bọ cánh cứng trong họ Cerambycidae.